# Express de Windsor
L'Express de Windsor (Windsor Express) est une franchise de basket-ball située à Windsor, Ontario et faisant partie de la Ligue nationale de basketball du Canada. Ils disputent leurs rencontres à domicile au WFCU Centre.

## Histoire
Le 28 juin 2012, la Ligue nationale de basketball du Canada annonce que Windsor a été choisie pour être l'une des nouvelles équipes de la ligue pour la saison 2012-2013.